# Mario Baffico

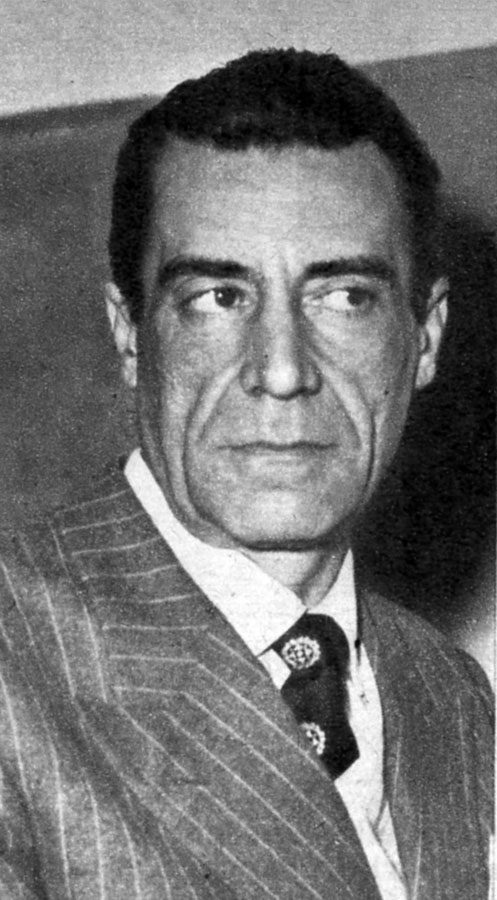
Mario Baffico im Jahr 1962

Mario Baffico (eigentlich Mario Libero Pietro Baffigo, * 5. Februar 1907 in La Maddalena, Sassari; † 17. Januar 1972 in Rom) war ein italienischer Filmregisseur, Filmproduzent und Drehbuchautor.

## Leben
Baffico gründete einen der ersten Kinoklubs in Italien, betätigte sich als Kritiker und schrieb das Buch Profili di Hollywood (Mailand, A. Gorlini, 1930). 1932 inszenierte er seinen ersten Kurzfilm; vier Jahre später, mit Alberto Lattuada und in der zusätzlichen Funktion als Produzent, seinen ersten abendfüllenden Spielfilm La danza della lancette. Seine folgenden Filme konnten weder die Qualität noch den Erfolg dieses Erstlings bestätigen und hatten teilweise Problem, überhaupt ins Verleihprogramm aufgenommen zu werden. Nach dem Zweiten Weltkrieg widmete er sich fast ausschließlich dokumentarischen Arbeiten; nur eine einzige sentimentale Komödie bildete noch eine Ausnahme, die erst sechs Jahre nach ihrer Entstehung gezeigt wurde.

## Filmografie (Regisseur)
- 1936: La danze delle lancette
- 1939: Terra de nessuno
- 1940: Mare
- 1940: Incanto di mezzanotte
- 1943: I trecento della Settima
- 1944: Ogni giorno è Domenica
- 1945: Trent'anni di servizio
- 1951: Amanti senza peccato (veröffentlicht 1957)